# Nishitani Masaya
Masaya Nishitani (sinh ngày 16 tháng 9 năm 1978) là một cầu thủ bóng đá người Nhật Bản.

## Sự nghiệp câu lạc bộ
Masaya Nishitani đã từng chơi cho Cerezo Osaka, Vissel Kobe, Vegalta Sendai, Urawa Reds và Consadole Sapporo.